# Temporada 2018 de la Copa Kobe de Circuitos
La temporada 2018 de la Copa Kobe Motor de circuitos es la primera temporada de esta competición y se disputa íntegramente en circuitos españoles.

## Pilotos
| Entrante/Preparador         | N.º   | Piloto                    | Rondas      |
| --------------------------- | ----- | ------------------------- | ----------- |
| Automóvil Club Madrid Sport | 17    | Ana Barreras (F)          | Todas       |
| Automóvil Club Madrid Sport | 23    | Antonio Albacete Jr. (J)  | Todas       |
| CDE Última Vuelta           | 8     | Alberto González          | 1, 3-5      |
| CDE Última Vuelta           | 43    | Marcos Domingo            | 5           |
| Chefo Sport                 | 12    | Gabriel Alonso            | 1           |
| Chefo Sport                 | 12    | Ana Álvarez (F)           | 2           |
| DKR Raid Service            | 15    | José Marcial Rodríguez    | Todas       |
| DKR Raid Service            | 77    | Miguel García             | 1-2, 4      |
| Eficar Team                 | 2 10  | Pablo Amorós (S)          | 1-2 3-5     |
| Eficar Team                 | 3     | Luigi Mazzali (S)         | 2           |
| Eficar Team                 | 7     | Marc de Fulgencio         | Todas       |
| Eficar Team                 | 9     | Andrea Fernández (F)      | Todas       |
| Eficar Team                 | 24 27 | Alejandro Morales (J)     | 1, 3 2, 4-5 |
| Escudería Rasante Sport     | 2     | Fco. Javier Gutiérrez (I) | 3           |
| Escudería Rasante Sport     | 2     | Salva Ruiz (I)            | 4           |
| Escudería Rasante Sport     | 2     | Juan Collin (I)           | 5           |
| Escudería Rasante Sport     | 6     | Isaac Vera (I)            | 3           |
| Escudería Rasante Sport     | 10    | J.Manuel Fernández (I)    | 1           |
| Escudería Rasante Sport     | 27    | Felipe González           | 1           |
| Euskadi Racing              | 20 40 | Iker Sukia                | 2, 4-5 1, 3 |
| Motor Club Sabadell         | 12    | Ana Álvarez (F)           | 3           |
| NM Racing Team              | 12    | Belén García (F)(J)       | 4-5         |
| Over Car Team               | 25 35 | Ángel Rodríguez           | 1 2-5       |
| Paradinas Motorsport        | 4     | Iñaki Gesalaga (S)        | Todas       |
| Paradinas Motorsport        | 13    | Sergio López (J)          | Todas       |
| Paradinas Motorsport        | 33    | Miguel González           | 3-5         |
| RACE                        | 10    | Eduardo Alonso (I)        | 2           |
| SMC Junior Motorsport       | 21    | Iván Fuertes              | 1           |
| SMC Junior Motorsport       | 21    | Miguel Villacieros        | 2-5         |
| SMC Junior Motorsport       | 36    | Adan Quesada              | 3-4         |
| SMC Junior Motorsport       | 44    | Luis Ulecia (S)           | Todas       |
| SMC Junior Motorsport       | 65    | Rubén González (S)        | 2           |
| SMC Junior Motorsport       | 69    | Gonzalo Cabañas (J)       | 2           |
| VSR Motorsport              | 6     | Iván Velasco              | 5           |
| VSR Motorsport              | 33    | Antonio Aguado (S)        | 1-2         |
|                             | 3     | Javier Ibrán (S)          | 1, 3-5      |
|                             | 6     | Mikel Perbrant (S)        | 2           |

- (S) = Senior,  (J) = Junior,  (F) = Fémina,  (I) = Invitado

## Calendario
| Ronda | Ronda | Circuito               | Fecha            | Acompaña a                  |
| ----- | ----- | ---------------------- | ---------------- | --------------------------- |
| 1     | C1    | Circuito del Jarama    | 17 de marzo      |                             |
| 1     | C2    | Circuito del Jarama    | 17 de marzo      |                             |
| 2     | C1    | Circuito Ricardo Tormo | 15 de abril      | NASCAR Euro Series + CER-GT |
| 2     | C2    | Circuito Ricardo Tormo | 15 de abril      | NASCAR Euro Series + CER-GT |
| 3     | C1    | Circuito de Navarra    | 10 de junio      | CER-GT                      |
| 3     | C2    | Circuito de Navarra    | 10 de junio      | CER-GT                      |
| 4     | C1    | Circuito de Jerez      | 23 de septiembre | Historic Endurance + F4     |
| 4     | C2    | Circuito de Jerez      | 23 de septiembre | Historic Endurance + F4     |
| 5     | C1    | Circuito del Jarama    | 18 de noviembre  |                             |
| 5     | C2    | Circuito del Jarama    | 18 de noviembre  |                             |

## Resultados

### Campeonato de pilotos
- Sistema de puntuación:

| Posición | 1.º | 2.º | 3.º | 4.º | 5.º | 6.º | 7.º | 8.º | 9.º | 10.º | 11.º | 12.º | 13.º | 14.º | 15.º | 16.º | 17.º | 18.º | 19.º | 20.º | T1 | T2 | VR |
| -------- | --- | --- | --- | --- | --- | --- | --- | --- | --- | ---- | ---- | ---- | ---- | ---- | ---- | ---- | ---- | ---- | ---- | ---- | -- | -- | -- |
| Puntos   | 35  | 30  | 27  | 25  | 23  | 21  | 19  | 17  | 15  | 13   | 11   | 9    | 8    | 7    | 6    | 5    | 4    | 3    | 2    | 1    | 10 | 5  | 5  |

- Resultados:

| Pos.                                                          | Piloto                   | JAR | JAR | JAR | CRT | CRT | CRT | NAV | NAV | NAV | JER | JER | JER | JAR | JAR | JAR | VL | Retención  | Ptos. |
| ------------------------------------------------------------- | ------------------------ | --- | --- | --- | --- | --- | --- | --- | --- | --- | --- | --- | --- | --- | --- | --- | -- | ---------- | ----- |
| 1.º                                                           | Antonio Albacete Jr. (J) | T1  | 6   | 6   |     | 9   | 5   |     | 3   | 5   |     | 4   | 4   | T2  | 3   | 3   | 1  | (259 - 15) | 244   |
| 2.º                                                           | Marc de Fulgencio        |     | Ret | 9   | T1  | 2   | Ret | T1  | 11  | Ret |     | 1   | 2   | T1  | 1   | 1   | 30 |            | 238   |
| 3.º                                                           | Pablo Amorós (S)         |     | 3   | 8   |     | 10  | EX  |     | 1   | 2   |     | 2   | 1   |     | 10  | 2   | 19 |            | 237   |
| 4.º                                                           | Sergio López (J)         |     | 1   | 3   |     | 4   | 3   | T2  | 10  | 4   |     | 10  | NC  |     | 5   | 5   | 5  |            | 219   |
| 5.º                                                           | Iker Sukia               |     | 2   | 2   |     | 6   | Ret |     | 2   | 11  |     | 7   | 17  |     | 11  | 8   | 2  |            | 180   |
| 6.º                                                           | Miguel Villacieros       |     |     |     | T2  | 1   | Ret |     | 6   | 1   | T1  | 3   | 3   |     | 15  | 18  | 29 |            | 178   |
| 7.º                                                           | Ángel Rodríguez          |     | 7   | 10  |     | 8   | 2   |     | 16  | 12  |     | 12  | 6   |     | 4   | 6   | 0  |            | 170   |
| 8.º                                                           | Andrea Fernández (F)     |     | 15  | 12  |     | 7   | 13  |     | 15  | 9   | T2  | 6   | 7   |     | 9   | 4   | 0  |            | 149   |
| 9.º                                                           | José Marcial Rodríguez   |     | 8   | 13  |     | Ret | 7   |     | 12  | 10  |     | 15  | 8   |     | 8   | 10  | 0  |            | 130   |
| 10.º                                                          | Luis Ulecia (S)          |     | Ret | Ret |     | Ret | 4   |     | 8   | 8   |     | 13  | 18  |     | 6   | 9   | 0  |            | 113   |
| 11.º                                                          | Alberto González         | T2  | 5   | 4   |     |     |     |     | 13  | 13  |     | 9   | 19  |     | 12  | 13  | 7  |            | 108   |
| 12.º                                                          | Alejandro Morales (J)    |     | DNS | DNS |     | 12  | 14  |     | 18  | 14  |     | 5   | 5   |     | 7   | 11  | 0  |            | 106   |
| 13.º                                                          | Ana Barreras (F)         |     | 13  | 16  |     | 11  | 6   |     | 14  | 15  |     | 14  | 10  |     | Ret | 7   | 0  |            | 99    |
| 14.º                                                          | Ana Álvarez (F)          |     |     |     |     | 5   | 9   |     | 9   | 7   |     |     |     |     |     |     | 0  |            | 78    |
| 15.º                                                          | Adan Quesada             |     |     |     |     |     |     |     | 7   | 6   |     | 11  | 9   |     |     |     | 0  |            | 70    |
| 16.º                                                          | Iñaki Gesalaga (S)       |     | 12  | 14  |     | Ret | Ret |     | 5   | Ret |     | 17  | 13  |     | 13  | 14  | 0  |            | 70    |
| 17.º                                                          | Miguel García            |     | 10  | 11  |     | 16  | 11  |     |     |     |     | 18  | 16  |     |     |     | 0  |            | 49    |
| 18.º                                                          | Belén García (F)(J)      |     |     |     |     |     |     |     |     |     |     | 8   | 11  |     | 14  | 12  | 0  |            | 45    |
| 19.º                                                          | Javier Ibrán (S)         |     | 14  | 15  |     |     |     |     | 17  | 17  |     | Ret | 12  |     | 17  | 15  | 0  |            | 43    |
| 20.º                                                          | Antonio Aguado (S)       |     | 11  | 5   |     | 15  | DSQ |     |     |     |     |     |     |     |     |     | 0  |            | 40    |
| 21º                                                           | Miguel González          |     |     |     |     |     |     |     | 19  | 16  |     | 19  | 14  |     | 16  | 16  | 0  |            | 30    |
| Pilotos no clasificados por participar solamente en una ronda |                          |     |     |     |     |     |     |     |     |     |     |     |     |     |     |     |    |            |       |
| NC                                                            | Luigi Mazzali (S)        |     |     |     |     | 3   | 1   |     |     |     |     |     |     |     |     |     | 10 |            | 67    |
| NC                                                            | Iván Fuertes             |     | 4   | 1   |     |     |     |     |     |     |     |     |     |     |     |     | 9  |            | 65    |
| NC                                                            | Felipe González          |     | 9   | 7   |     |     |     |     |     |     |     |     |     |     |     |     | 0  |            | 34    |
| NC                                                            | Rubén González (S)       |     |     |     |     | 17  | 8   |     |     |     |     |     |     |     |     |     | 0  |            | 22    |
| NC                                                            | Mikel Perbrant (S)       |     |     |     |     | 14  | 10  |     |     |     |     |     |     |     |     |     | 0  |            | 20    |
| NC                                                            | Gonzalo Cabañas (J)      |     |     |     |     | 13  | 12  |     |     |     |     |     |     |     |     |     | 0  |            | 17    |
| NC                                                            | Gabriel Alonso           |     | 15  | 17  |     |     |     |     |     |     |     |     |     |     |     |     | 0  |            | 9     |
| Pilotos no aptos para puntuar ni bloquear                     |                          |     |     |     |     |     |     |     |     |     |     |     |     |     |     |     |    |            |       |
|                                                               | Iván Velasco             |     |     |     |     |     |     |     |     |     |     |     |     |     | 2   | 20† | 0  |            |       |
|                                                               | Marcos Domingo           |     |     |     |     |     |     |     |     |     |     |     |     |     | 19  | 17  | 0  |            |       |
| Pilotos invitados no aptos para puntuar ni bloquear           |                          |     |     |     |     |     |     |     |     |     |     |     |     |     |     |     |    |            |       |
|                                                               | Isaac Vera               |     |     |     |     |     |     |     | 4   | 3   |     |     |     |     |     |     | 0  |            |       |
|                                                               | Eduardo Alonso           |     |     |     |     | 14  | 7   |     |     |     |     |     |     |     |     |     | 0  |            |       |
|                                                               | Salva Ruiz               |     |     |     |     |     |     |     |     |     |     | 16  | 15  |     |     |     | 0  |            |       |
|                                                               | Manuel Fernández         |     | 17  | 18  |     |     |     |     |     |     |     |     |     |     |     |     | 0  |            |       |
|                                                               | Juan Collin              |     |     |     |     |     |     |     |     |     |     |     |     |     | 18  | 19  | 0  |            |       |
|                                                               | Fco. Javier Gutiérrez    |     |     |     |     |     |     |     | 20  | 18  |     |     |     |     |     |     | 0  |            |       |
| Pos.                                                          | Piloto                   | JAR | JAR | JAR | CRT | CRT | CRT | NAV | NAV | NAV | JER | JER | JER | JAR | JAR | JAR | VL | Retención  | Ptos. |

| Color     | Resultado                                                               |
| --------- | ----------------------------------------------------------------------- |
| Oro       | Ganador                                                                 |
| Plata     | 2.ª plaza                                                               |
| Bronce    | 3.ª plaza                                                               |
| Verde     | Finalizó en los puntos                                                  |
| Azul      | Finalizó sin puntos                                                     |
| Azul      | NC - No clasificado                                                     |
| Violeta   | Ret - No terminó (Carrera)                                              |
| Rojo      | DNQ - No se clasificó                                                   |
| Negro     | DSQ - Descalificado                                                     |
| Blanco    | DNS - No empezó (carrera)                                               |
| Blanco    | WD - Retirado (fin de semana)                                           |
| Blanco    | C - Carrera cancelada                                                   |
| Sin color | DNP - Inscrito pero no participó                                        |
| Sin color | INJ - Lesionado                                                         |
| Sin color | EX - Excluido                                                           |
| Estado    | Resultado                                                               |
| Negrita   | Pole position                                                           |
| Cursiva   | Vuelta rápida                                                           |
| †         | Abandona, pero clasifica al completar el porcentaje requerido para ello |